# Líder supremo
Un líder supremo se refiere típicamente a la persona entre un número de líderes de un Estado, organización u otro grupo que ha recibido o es capaz de ejercer la más completa autoridad sobre él. En una religión, este papel es generalmente satisfecho por una persona considerada como representante o manifestación de un dios o dioses en la Tierra. En la política, un líder supremo generalmente tiene un culto de la personalidad asociado con ellos, como los siguientes:
- Adolf Hitler (Führer) en Alemania
- Benito Mussolini (Duce) en Italia fascista
- Emperador de Japón en Imperio del Japón
- Líder Supremo de Irán[1]
- Líder Supremo de Corea del Norte
- Líder Supremo de China

Ha habido muchos dictadores y líderes de partidos políticos que han asumido tales títulos personales y/o políticos para evocar su autoridad suprema. La Segunda Guerra Mundial, por ejemplo, vio a muchas figuras fascistas y de tercera posición modelar su gobierno sobre el Führer de Hitler o Duce de Mussolini. En la extrema izquierda, varios líderes comunistas se adoptaron como "supremos".

## Lista de títulos

### 1930 a 1945
- Hirohito, emperador de Japón de 1926 a 1945.
- Benito Mussolini, dictador de la Italia Fascista, primer ministro y dirigente del Partido Fascista Nacional donde fue titulado Duce, el cual significa "El Dirigente".
- Antanas Smetona, el presidente autoritario de Lituania, adoptó el título de Tautos Vadas ("Líder de la Nación").
- Kārlis Ulmanis, el presidente autoritario de Letonia, adoptó el título de "Líder del Pueblo" y "Padre de la Nación".
- Getúlio Vargas, dictador de Brasil, nombrado en su era desde entonces 1930 como "Líder Supremo de la Revolución" y "El Padre de los Pobres".
- Adolf Hitler, dictador de Alemania de 1933 a 1945, era conocido como der Führer ("El Lider").
- Francisco Franco, dictador de la España Franquista, supuso el título Caudillo, originalmente un título honorífico para un líder del ejército, y otros más como "El Generalísimo" y "El Centinela de Occidente".
- Plutarco Elías Calles, presidente de México formalmente entre 1924 y 1928, y "presidente en las sombras" entre 1929 y 1934, se hacía llamar El Jefe Máximo de la Revolución (de ahí que su periodo se le llamara El Maximato
- Ioannis Metaxás, dictador griego durante el Régimen del 4 de agosto de 1936 hasta su muerte en 1941, supuso el título de Αρχηγός (Archigós, AFI: [arçiˈɣos]) traducido como "El Lider".
- Chiang Kai-shek, dirigente de facto de Kuomintang República de China, era a veces conocido como 領袖 (lingxiu - "El Líder")
- Iósif Stalin, dirigente de facto de la Unión Soviética, decretó que debía ser designado oficialmente como Вождь (Vožd - "Jefe", "Líder") a partir de su quincuagésimo cumpleaños en 1929.
Aleksandr Kolchak, uno de los dirigentes del Movimiento Blanco, se autodenominó "el gobernante supremo (verjovny pravitel) de Rusia".
- Rafael Trujillo, dictador Dominicano de 1930 a 1961, asumió el sobrenombre de "El Jefe".
- Birger Furugård, dirigente del Partido Socialista Nacional sueco tuvo el título de Riksledaren ("Líder del Reino").
- Subhas Chandra Bose, un revolucionario indio en el movimiento de independencia indio, era conocido como Netaji ("Respetado Lider").
- Engelbert Dollfuss y Kurt Schuschnigg, dirigentes austrofascistas de Austria de 1933 a 1938, fueron referidos como Bundesführer ("Lider Federal") del Frente Patriótico.

### Segunda Guerra Mundial
- Ante Pavelić, dictador del Estado Independiente de Croacia, se nombró Poglavnik ("El Líder").
- Ferenc Szálasi, dictador del Estado húngaro, se nombró Nemzetvezető ("Líder de la Nación").
- Jozef Tiso, Presidente de la Primera República Eslovaca, se nombró Vodca ("El Líder") en 1942.
- Ion Antonescu, como Primer ministro de Rumanía durante la mayoría de Segunda Guerra Mundial, se nombró Conducător ("El Líder").
- Vidkun Quisling, dirigente del Nasjonal Samling y de 1942 Ministro-Presidente del Gobierno Nacional, se nombró Fører.
- Frits Clausen, dirigente del Partido Nacional Socialista Obrero de Dinamarca, tuvo el título de Fører.
- Anton Mussert, dirigente del Movimiento Nacional Socialista en los Países Bajos, fue autorizado a usar el título de Leider van het Nederlandsche Volk ("Líder del pueblo holandés") por los alemanes en 1942.
- Léon Degrelle, dirigente del Partido Rexista, fue nombrado Chef-du-People-Wallon ("Jefe del pueblo valón") en diciembre de 1944.
- Jef van de Wiele, dirigente del DeVlag, fue nombrado Landsleider van het Vlaamsche Volk ("Lider Nacional de las personas flamencas") en diciembre de 1944.
- Staf de Clercq, cofundador y dirigente del partido nacionalista flamenco Vlaamsch Nationaal Verbond, fue conocido como den Leider por sus seguidores.
- Oswald Mosley, dirigente de la Unión Británica de Fascistas, era conocido como "El Líder".

### Era de la Guerra Fría
- Mao Zedong, el primer Presidente del Partido Comunista de China, fue oficialmente nombrado 伟大领袖毛主席 (translit. Wěidà Lǐngxiù Zhǔxí - "Gran Líder Presidente"), así como "El Gran Timonel" .
- Kim Il-sung, el primer jefe de Estado de Corea del Norte, es referido oficialmente por el gobierno norcoreano como 위대한 수령 (translit. widaehan suryŏng - "Gran Líder").
- Liaquat Ali Khan, el primer Primer ministro independiente de Pakistán fue nombrado tan Quaid-i-Millat ("Padre de la Nación") y Shaheed-i-Millat ("Mártir de la Nación").
- Sukarno, el presidente de la Indonesia posrevolucionaria, era conocido como el Pemimpin Besar Revolusi (Gran Líder de la Revolución) y Bung Karno ("Camarada Karno").
- Idi Amin Dada, dictador de Uganda entre 1971 y 79, se autonombró "Su Excelencia el presidente vitalicio, mariscal de campo Alhaji Dr. Idi Amin Dada, VC, DSO, MC, señor de todas las bestias de la tierra y peces del mar y conquistador del imperio británico en África en general y en Uganda en particular".
- François Duvalier, el presidente-dictador de Haití, obtuvo del parlamento el título de "Líder Supremo de la Revolución", y otros títulos más.
- Ferdinand Marcos, el presidente-dictador de las Filipinas, a veces es nombrados como "Líder de la Nación".
- Fidel Castro, el expresidente comunista de Cuba era conocido como el El Comandante en Jefe.
- Enver Hoxha, el presidente comunista de Albania era conocido como "El Líder", "Camarada Supremo", "Fuerza Única", "Gran Profesor".
- Nicolae Ceaușescu, el dirigente comunista de Rumanía de 1965 a 1989, también adoptó el título Conducător.
- Mobutu Sese Seko, el presidente-dictador de Zaire, era conocido como "Padre del Pueblo" y "Salvador de la Nación".
- Alfredo Stroessner, el presidente dictatorial de Paraguay de 1954 a 1989, fue elogiado como Gran Líder y Único Líder.
- Abd al-Karim Qasim, Primer ministro de Irak de 1958 a 1963, nombrado tan al-za‘īm ("El Líder").
- Sadam Huseín, el presidente-dictador de Irak de 1979 a 2003, era conocido como "El Líder".
- Muammar Gaddafi, fue el Líder y Guía de la Revolución de Libia de 1979 a 2011.
- Omar Torrijos, dictador de facto de Panamá de 1968 a 1981, supuso el título Líder Máximo de la Revolución Panameña.
- Nur Muhammad Taraki, el primer presidente de prosoviético de Afganistán de 1978 a 1979 fue nombrado como "El Gran Líder", "La Estrella del este" o "El Gran Pensador".
- El Dirigente Supremo de Irán, el más alto-cargo de autoridad política y religiosa en la constitución de la República islámica de Irán. La primera persona con este título era  Ayatolá  Khomeini
- El Presidente de los Estados Unidos es a veces referido a coloquialmente dentro de los Estados Unidos como "Líder del Mundo Libre", como un título no oficial.

### Posguerra Fría
- Nursultán Nazarbáyev, desde entonces 1991 el presidente de Kazajistán, estuvo concedido con el título Елбасы (Elbasy - "Líder de la Nación") por una decisión parlamentaria en 2010.
- Saparmurat Niyazov, presidente vitalicio y dictador de Turkmenistán, se dio el título Türkmenbaşy ("Dirigente de todo Turkmens") y Serdar ("El Dirigente").
- Kim Jong-il es oficialmente referido por el gobierno norcoreano como 친애하는 지도자 (ch'inaehanŭn chidoja - "Honorable Líder"), "Querido Líder"[2] y "El Líder" (su padre Kim Il-sung después de que la muerte quedó titulado como "Gran Líder").
- Kim Jong-un se convirtió en el nuevo Líder Supremo de Corea del Norte después de que su padre Kim Jong-il falleciera en 2011.